# Live at the Winter Garden
Live at the Winter Garden ist ein im Mai 2012 erstmals auf CD veröffentlichtes Livealbum der US-amerikanischen Sängerin und Schauspielerin Liza Minnelli. Es besteht aus Aufnahmen einer Show, mit der die für ihre Hauptrolle in dem Film Cabaret mit dem Oscar ausgezeichnete Minnelli im Jahr 1974 an den New Yorker Broadway zurückgekehrt war. Die Aufnahmen des innerhalb weniger Stunden ausverkauften einmonatigen Gastspiels wurden zwar im selben Jahr auf Schallplatte veröffentlicht, mussten jedoch aufgrund vertraglicher Unstimmigkeiten bald wieder vom Markt genommen werden.

## Titelliste
1. Cabaret – Live
2. Come Back to Me
3. Shine On Harvest Moon
4. Exactly Like Me
5. The Circle
6. More Than You Know
7. I’m One of the Smart Ones
8. Natural Man
9. I Can See Clearly Now
10. And I In My Chair (Et Moi Dans Mon Coin)
11. There Is A Time (Le Temps)
12. Quiet Thing
13. I Believe You
14. Curtain Bows : Cabaret
15. You And I
16. It Had To Be You
17. My Shining Hour